# Georg Vain
Georg Karlis Vain (* 17. Januarjul. / 29. Januar 1898greg. in Tallinn, Gouvernement Estland; † 21. September 1928) war ein estnischer Fußballspieler.

## Karriere
Georg Vain begann seine fußballerische Karriere beim JK Tallinna Kalev, mit dem er 1923 erstmals in seiner Laufbahn die Estnische Meisterschaft gewinnen konnte. Mit dem SK Tallinna Sport gelang es ihm 1924 erneut Meister zu werden. Von 1921 bis 1923 spielte Vain in sechs Länderspielen für die Estnische Fußballnationalmannschaft. Sein Debüt gab er dabei gegen Schweden im Juli 1921 in Tallinn.

## Erfolge
mit dem JK Tallinna Kalev:
- Estnischer Meister: 1923

mit dem SK Tallinna Sport:
- Estnischer Meister: 1924